# Dieta di Worms (1495)
La Dieta di Worms si svolse nel 1495 a Worms e durante questa dieta l'imperatore Massimiliano I tentò una riforma del Sacro Romano Impero.
Viene istituito il tribunale permanente dell´assemblea imperiale a Francoforte sul Meno, poi dal 1527 con sede a Spira, per smantellare il diritto feudale. Inoltre viene introdotto il centesimo comune (Gemeiner Pfennig) come prima tassa statale. 
I Cantoni svizzeri rigettano queste risoluzioni e si giunse così alla Guerra sveva del 1499.